# Thallium(I)-iodid
Thallium(I)-iodid ist eine chemische Verbindung aus der Gruppe der Thalliumverbindungen und Iodide.

## Gewinnung und Darstellung
Thallium(I)-iodid lässt sich durch Reaktion von Thallium(I)-sulfat oder Thallium(I)-nitrat mit Kaliumiodid gewinnen.
{\displaystyle {\ce {Tl2SO4 + 2KI -> 2TlI v + K2SO4}}}

## Eigenschaften
Thallium(I)-iodid kommt in zwei enantiotropen Modifikationen vor. Unter 168 °C hat es eine orthorhombische Kristallstruktur mit der Raumgruppe Cmcm (Raumgruppen-Nr. 63) (a = 458,2, b = 1292, c = 525,1 pm). Es verfärbt sich an Licht. Bei Temperaturen über 168 °C liegt es als roter Feststoff mit einer Kristallstruktur vom Caesiumchlorid-Typ vor. Diese Struktur bleibt auch nach Abkühlen auf Zimmertemperatur einige Zeit unverändert bestehen.

## Verwendung
Thallium(I)-iodid wird als Mischkristall zusammen mit Thallium(I)-bromid als Thalliumbromidiodid bei der abgeschwächten Totalreflexion Spektroskopie eingesetzt.